# محمد شكري قيا
محمد شكري قيا (بالتركية: Mehmet Şükrü Kaya)‏، من مواليد 9 مارس 1883، وتوفي بتاريخ 10 يناير 1959، هو سياسي وإداري تركي، شغل منصب وزير الزراعة، ثم وزيراً للداخلية، ثم وزيراً للخارجية في عدة حكومات، وكان شكري قيا الدور الأكبر في إبادة الأرمن عن طريق التهجير.

## إبادة الأرمن
بعد بدء الحرب العالمية الأولى، تم تعيين شكري قيا مديراً للاستيطان القبائل والمهاجرين، وهذا القسم الفرعي أنشأها وزارة الداخلية العثمانية، وكان يشرف على ترحيل الأرمن من الأراضي التركية، وفي شهر سبتمبر سنة 1915، نقل عمله إلى حلب، حيث يواصل سياسة تهجير الأرمن إلى الصحاري السورية.
قال المهندس الألماني باستندورف، بأن شكري قيا اختار الحل النهائي للوجود الأرمني، وقال:
«الحل النهائي هو إنهاء الإثنية الأرمينية، وصلت الاشتباكات التي استمرت بين الأرمن والمسلمين إلى مراحلها الأخيرة، سيتم تدمير الجانب الأضعف.»
ثم كلف الحكومة العثمانية لشكري قيا بأن يتولى الإدارة في العراق، لكنه استقال وعاد إلى إزمير.

## بعد الحرب
بعد نهاية الحرب العالمية الأولى، عمل مدرساً في المدرسة الثانوية يدعى "بوكا سلطانيسه"، حيث تعرض للاعتقال على يد القوات البريطانية في إسطنبول، وتم نفيه إلى جزيرة مالطا، استطاع شكري قيا الهروب من الجزيرة، وانضم إلى حرب الاستقلال التركية.

## سياسة التتريك
في شهر سبتمبر 1925، كان عضواً في مجلس إصلاحية الشرق (Şark İslahat Encümeni)، والتي تهدف إلى تتريك الأكراد في مناطق شرق الأناضول، وانهاء التحدث باللغة الكردية وفرض التركية عليها، وفي سنة 1930، تم تغيير أسماء المواقع الكردية وفرض التتريك عليها.